# Joseph Lambert (auteur)
Pour les articles homonymes, voir Joseph Lambert et Lambert.
Joseph Lambert (né en 1984 au Kansas) est un auteur de bande dessinée américain basé dans le Vermont. Il a écrit Annie Sullivan et Helen Keller.

## Prix et récompenses
- 2011 : Prix Ignatz du meilleur auteur et de celui du meilleur recueil pour Je vais te mordre !
- 2013 : Prix Eisner du meilleur travail inspiré de la réalité pour Annie Sullivan & Helen Keller

## Œuvres publiées en français
- Je vais te mordre !. Et autres histoires, AlterComics, 2012.
- Annie Sullivan & Helen Keller, Çà et là et Cambourakis, 2013.
- Du nouveau pour toi et moi, L'employé du Moi, coll. « Vingt-quatre », 2014.